# Jaime Munguía
Jaime Aarón Munguía Escobedo (* 6. Oktober 1996 in Tijuana) ist ein mexikanischer Profiboxer im Mittelgewicht und ehemaliger WBO-Weltmeister im Halbmittelgewicht.

## Persönliches und Amateurkarriere
Jaime Munguía ist in Tijuana geboren und dort mit einer Schwester und zwei Halbschwestern aufgewachsen. Sein Vater Jaime Munguía senior war selbst Profiboxer und arbeitete später als Verkäufer, seine Mutter ist Inhaberin eines Lebensmittelgeschäfts. Mit dem Boxsport begann er im Alter von fünf oder sechs Jahren im Cheto's Boxing Club von Tijuana, seine ersten Trainer waren sein Vater und Alvarez Tostado. Jaime Munguía bestritt rund 130 Amateurkämpfe und gewann 2012 die Mexikanischen Meisterschaften seiner Alters- und Gewichtsklasse.

## Profikarriere
Der weiterhin in Tijuana lebende Jaime Munguía wurde vom mexikanischen Promoter Promociones Zanfer von Fernando Beltran unter Vertrag genommen und gewann sein Debüt am 13. Juli 2013 im Alter von 16 Jahren. Trainiert wurde er weiterhin von seinem Vater und Noe Alvarez. Im Dezember 2018 unterzeichnete er dann einen Co-Promotion-Vertrag mit dem US-Promoter Golden Boy Promotions von Óscar de la Hoya und dem Streamingdienst DAZN. Seine Trainer wurden Robert Alcazar und Erik Morales.
Bis März 2018 gewann er 28 Kämpfe in Folge, davon 24 durch KO oder TKO. Einer seiner bedeutendsten Siege gelang ihm dabei im Februar 2017 durch KO in der zweiten Runde gegen Juan Macias Montiel, der 2020 James Kirkland in der ersten Runde ausknocken und 2021 WM-Herausforderer der WBC von Jermall Charlo werden konnte.
Am 12. Mai 2018 wurde Munguía als Ersatz für den erkrankten Liam Smith zum Herausforderer des amtierenden WBO-Weltmeisters Sadam Ali und besiegte den US-Amerikaner nach vier Niederschlägen durch TKO in der vierten Runde. Ali hatte den Titel erst im Dezember 2017 gegen Miguel Cotto erkämpft und bestritt seine erste Titelverteidigung.
Seine erste Titelverteidigung gewann er am 21. Juli 2018 einstimmig nach Punkten gegen den Briten Liam Smith, der den WBO-Titel bereits von Oktober 2015 bis September 2016 gehalten hatte und schließlich von Saúl Álvarez entthront worden war. Weniger als zwei Monate später schlug er in einer weiteren Titelverteidigung den Kanadier Brandon Cook durch TKO in der dritten Runde.
2019 konnte er den Titel ebenfalls gegen den Japaner Takeshi Inoue einstimmig, gegen den Iren Dennis Hogan durch Mehrheitsentscheidung, sowie gegen den Ghanaer Patrick Allotey durch KO in der vierten Runde verteidigen.
Im Anschluss legte Munguía den WBO-Titel nieder, um in das Mittelgewicht aufzusteigen. Nächster WBO-Titelträger im Halbmittelgewicht wurde im Dezember 2019 der Brasilianer Patrick Teixeira.
Munguía konnte 2020 in der neuen Gewichtsklasse den Iren Gary O’Sullivan und den Bahamaer Tureano Johnson jeweils vorzeitig besiegen und WBO-Intercontinental-Champion werden, zudem siegte er im Juni 2021 vorzeitig in der sechsten Runde gegen den Polen Kamil Szeremeta und im November 2021 einstimmig gegen Gabriel Rosado.
Einen weiteren Sieg, und seine inzwischen dritte Titelverteidigung des WBO-Intercontinental-Gürtels, errang er am 19. Februar 2022 durch TKO in der dritten Runde gegen D’Mitrius Ballard.
Im Anschluss wechselte er in das Supermittelgewicht, siegte jeweils durch KO gegen Jimmy Kelly und Gonzalo Gaston, ehe er am 10. Juni 2023 beim Kampf um den Titel WBC-Silver einstimmig gegen Serhij Derewjantschenko gewann.
Am 4. Mai 2024 boxte er im Supermittelgewicht um alle vier bedeutenden WM-Gürtel (WBA, WBC, WBO, IBF), verlor dabei jedoch einstimmig nach Punkten gegen den Titelträger Saúl Álvarez. Den Revanchekampf am 4. Mai 2025 in Riad gewann Munguía, jedoch gab er nach dem Kampf einen positiven Dopingtest ab.